# Gebroken hartje
Het gebroken hartje (Lamprocapnos spectabilis, synoniem Dicentra spectabilis
), soms ook tranend hartje of bloedend hartje genoemd, is een plant die al heel lang in cultuur is. Het is een 60–80 cm hoge vaste plant.
Aan de sappige, rijk vertakte, opgaande stengels bevinden zich grijsgroene bladeren die zijn samengesteld uit meerdere, tamelijk grote, drietallige deelblaadjes. Een goed ontwikkelde plant kan na verloop van tijd een ruimte van circa 1 m² innemen. Het blad sterft echter vrij vroeg in het jaar af en laat dan een grote leegte achter.
Het gebroken hartje bloeit van mei tot juni. De roze tot rozerode bloemen met wit centrum hangen naast elkaar aan de lange, overhangende bloemstengels. De twee buitenste, roze kroonbladeren vormen samen een hartje, terwijl de twee binnenste, witte kroonblaadjes eindigen in een traantje, dat vanuit het hartje tevoorschijn komt. De witte kroonblaadjes omgeven de stempel en de meeldraden.
Het gebroken hartje komt van nature voor in China, Korea en Oost-Siberië, waar het groeit op open plekken in vochtige bossen en lichtbeschaduwde bosranden.
Het gebroken hartje wordt net als Dicentra formosa veel aangeboden als tuinplant. Er bestaat ook een cultivar met volledig witte bloemen en lichter gekleurd blad (Dicentra spectabilis 'Alba').

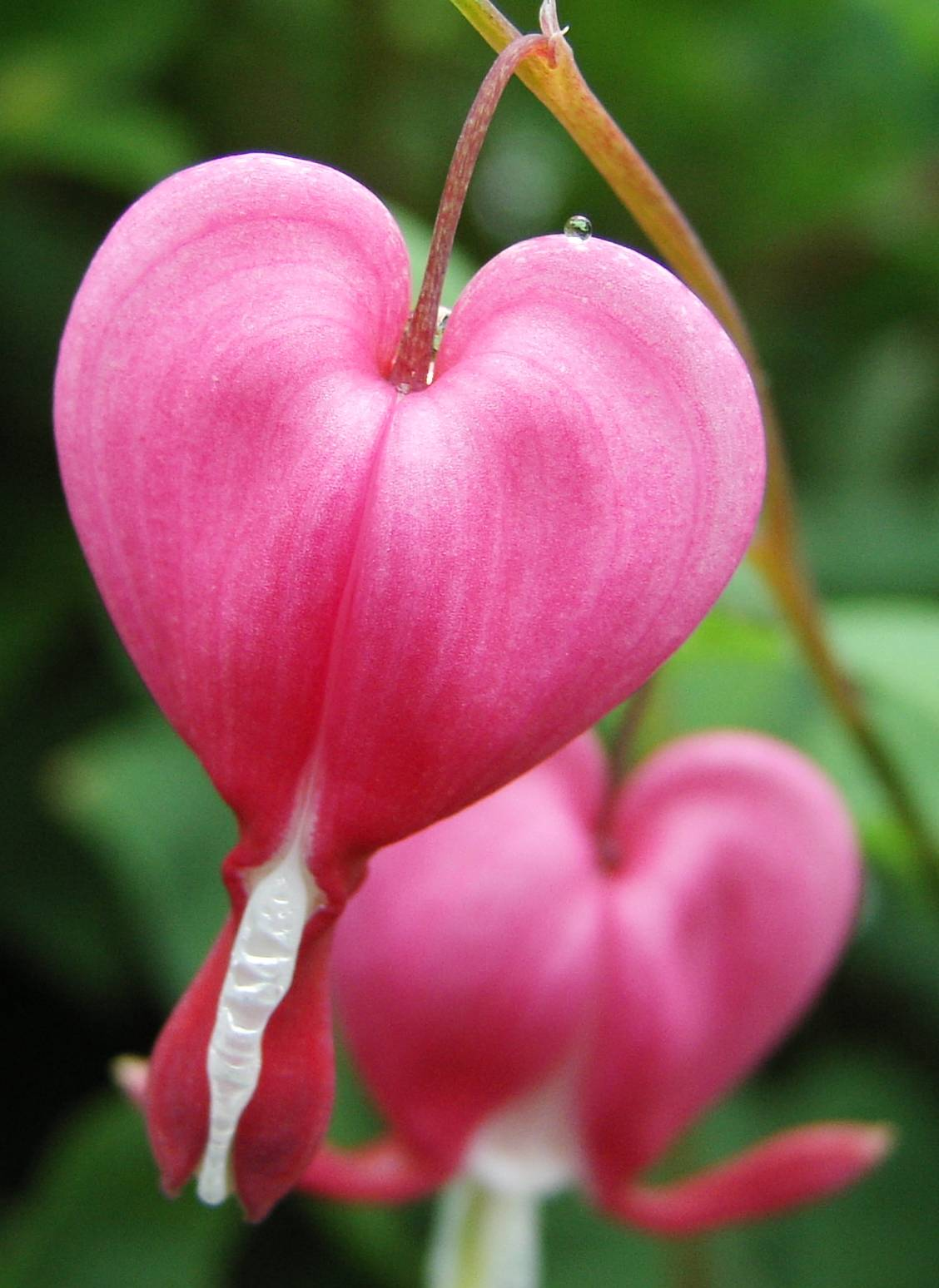
Bloem
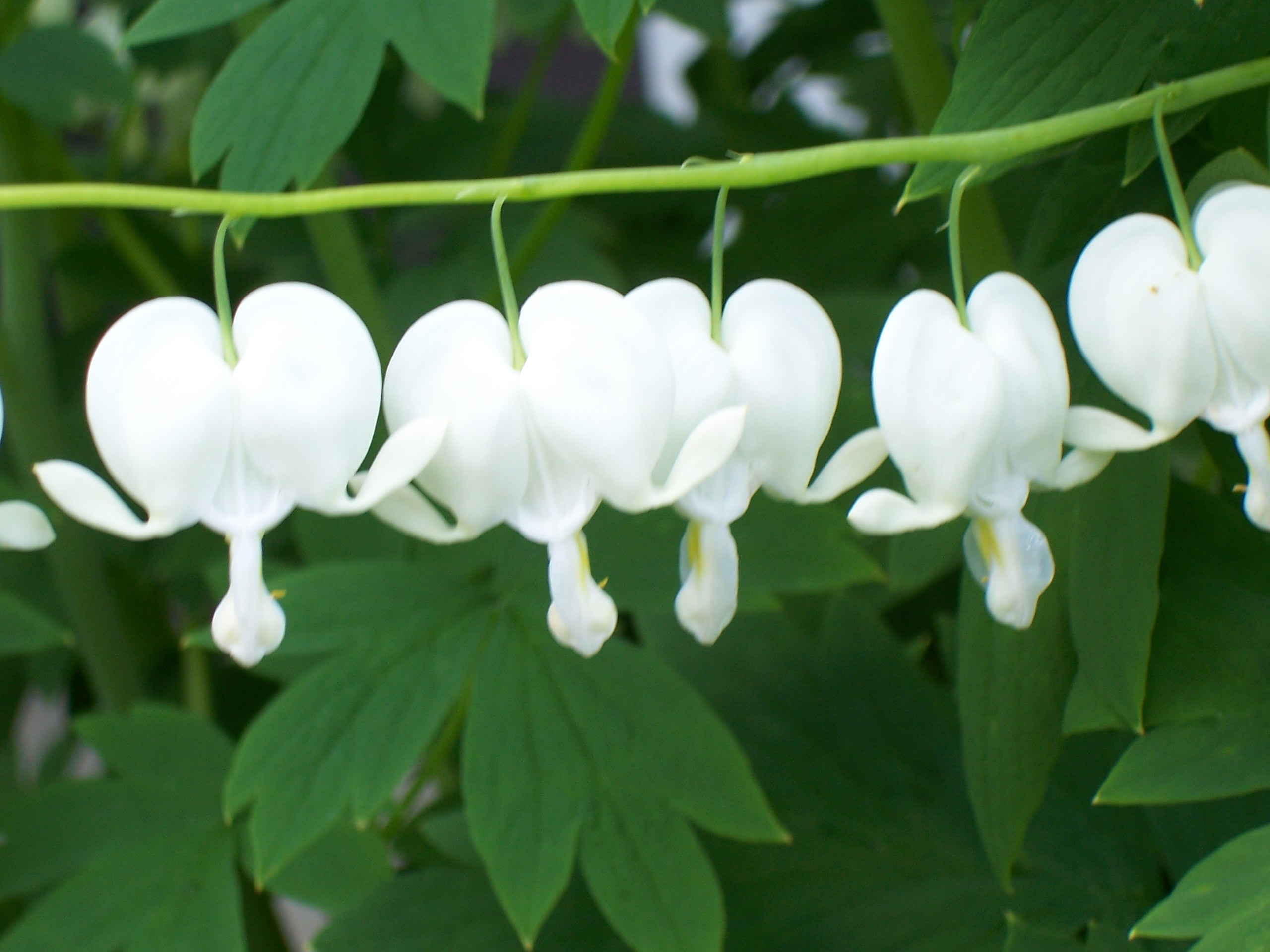
Dicentra spectabilis 'Alba'

Referentie
1. ↑  Germplasm Resources Information Network (GRIN)